# Doliopsis rubescens
Doliopsis rubescens är en ryggsträngsdjursart som beskrevs av Vogt 1852. Doliopsis rubescens ingår i släktet Doliopsis och familjen Doliopsidae. Inga underarter finns listade i Catalogue of Life.